# Щепино (Московская область)
Щепино — деревня в Дмитровском районе Московской области, входит в состав Костинского сельского поселения. Население — 26 чел. (2010).

## Расположение
Щепино расположено в чистой лесной зоне. Вблизи располагаются деревни: Ново-Гришино, Лотосово, Мелихово, Селёвкино, Исаково, Филимоново. Районный центр — город Дмитров — находится в 18 км от деревни.
В основном деревню окружают многолетние смешанные или хвойные леса. Больших водоёмов поблизости нет. Рядом проходят региональные трассы Р-112, Р-113. Неподалёку находится станция Морозки.

## История
Деревня была основана около 1859 года и состояла из нескольких домов, в которых проживали сосланные люди.
В течение времени деревня увеличилась, но на протяжении почти сотни лет хозяйственная деятельность так и не была развита. Церкви нет.
- В 1769 г. пустошь Щепина Вышегородского стана Дмитровского уезда, владение статского советника, князя Алексея Костентиновича Белосельского.
- В 1820-1840-х гг. называлась сельцо Александровка
- В 1850-х гг. – деревня Александровка, Щепина тож
- В 1859 г. владельческая деревня Щепина по левую сторону от Московского тракта (из Дмитрова в Москву) при рч. Комарихе. 2 двора (9 мужчин, 10 женщин)[2].
- В 1890 г. деревня Щепина Ильинской волости 2-го стана, 25 жителей.
- В 1899 г. в 20 верстах от г. Москвы, 30 жителей.
- В 1911 г. 7 дворов, в 9 верстах от станции Икша Савёловской дороги. Имение и кирпичный завод А. Н. Романова[3].
- В 1926 г. деревня Гришинского сельсовета Деденовской волости Дмитровского уезда. 10 крестьянских дворов. 60 житель (29 мужчин, 31 женщина).

## Население
| 2002 | 2006 | 2010 |
| ---- | ---- | ---- |
| 8    | ↗12  | ↗26  |